# زوزوبالند (مجموعه تلویزیونی پویانمایی)
زوزوبالندیا (به پرتغالی: Zuzubalândia) یک مجموعه‌ تلوزیونی پویانمایی برزیلی ساخته ماریانا کالتابیانو برای شبکه بومرنگ در ژانر کمدی است. این مجموعه در سال ۱۹۹۷ میلادی و بر اساس کتاب جوجوبالندیا (به پرتغالی: Jujubalândia) که یک برنامه کودک بوده ساخته شد.

## شخصیت‌ها
- زوزو (صداگذاری شده توسط: دانیل کاستا) در نقش زنبور عسل.
- بریگادیرو (صداگذاری شده توسط: هوگو پیچی) در نقش مرد سیاه‌پوست.
- لاریکائو (صداگذاری شده توسط: ادواردو ژاردیم) شخصیت یک سگ. او بهترین دوست بریگادیرو است.
- پاپ‌کورن (صداگذاری شده توسط: لویزا پورتو) شخصیت یک دختر.
- مرنگ (صداگذاری شده توسط: هوگو پیچی) شخصیت یک پسر بچه ۱۰ ساله.
- گارفیدیا (صداگذاری شده توسط: برونا گورین) شخصیت عنکبوت بنفش.
- فست فود (صداگذاری شده توسط: دانیل کاستا) شخصیت یک مرد قد بلند.
- ماریا مول (صداگذاری شده توسط: برونا گورین) شخصیت یک دختر تنبل.
- شاه اشتها (صداگذاری شده توسط: هوگو پیچی) پادشاه زوزوبالند.
- سوشی‌روکو (صداگذاری شده توسط: ادواردو ژاردیم) شخصیت یک مرد دیوانه. او در سواحل اقیانوس زندگی می‌کند و در رستوران ژاپنی در بخش کارائوکه کار می‌کند.
- جادوگر بی‌اشتهایی (صداگذاری شده توسط: آنتونیلا کانتو) شخصیت آنتاگونیست، او از غذا، شادی و از صدای زوزو متنفر است.